# Frederik Knuth

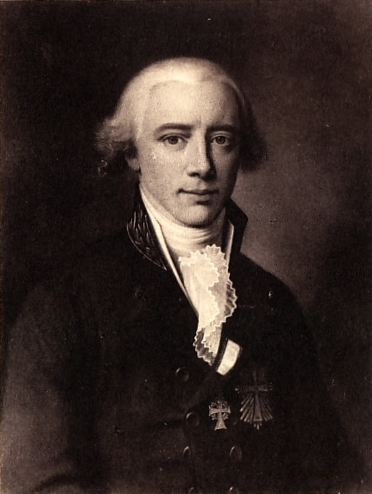
Frederik Knuth

Lehnsgraf Frederik Knuth-Knuthenborg (* 15. September 1760 in Kopenhagen; † 10. Oktober 1818 auf Knuthenborg) war ein dänischer Gutsbesitzer und Kammerherr.

## Leben
Knuth war zweiter Sohn Eggert Christopher Knuths und Marie F. Knuths, geborene Numsen. Seine Familie war das bedeutende Adelsgeschlecht Knuth. Frederik Knuth wurde 1776 Sekondeleutnant in der Marine, 1785 Premierleutnant. 1778 bis 1782 trat er in französische Dienste auf den Westindischen Inseln. 1784 wurde er Kammerjunker. Drei Jahre später wurde er als Offizier entlassen.
Als 1802 sein ältester Bruder Johan Heinrich Knuth starb, nahm er die Titel des Barons und Grafen an sowie den Besitz von Knuthenborg und Lerchenfeld an. 1792 wurde er Kammerherr, 1803 Ritter vom Dannebrogorden, 1811 Geheimkonferenzrat.
Seine Enkel Frederik Marcus Knuth und Frederik Moltke wurden dänische Außenminister, jener war der Erste, der dieses Amt bekleidete.

## Ehe und Nachkommen
Am 2. April 1784 heiratete Knuth Juliane Marie von Møsting (1754–1821) in der Kirche von Schloß Christiansborg. Aus der Ehe entsprangen acht Kinder:
- Eggert Christopher (* 4. April 1786; † 28. Mai 1813)
- Frederik Christian Julius (* 12. Juli 1787; † 30. Oktober 1852)
- Henrik Sigismund (* 11. Dezember 1788; † 1802)
- Ludvig Frederik (* 1790; † 1791)
- Marie Elisabeth (* 2. Januar 1791; † 13. März 1851), ⚭ Adam Wilhelm Moltke[1]
- Ludvig Carl (* 1793; † 1794)
- Charlotte Frederikke (* 29. Oktober 1794; † 9. April 1839)
- Frederikke Louise (* 2. Januar 1797; † 16. März 1819), ⚭ Adam Wilhelm Moltke[1]

## Vorfahren
| Frederik Knuth Graf von Knuthenborg | Eggert Christopher Knuth Graf von Knuthenborg | Adam Christoph von Knuth Graf von Knuthenborg            | Eckhard Christoph von Knuth Graf von Knuth                |
| Frederik Knuth Graf von Knuthenborg | Eggert Christopher Knuth Graf von Knuthenborg | Adam Christoph von Knuth Graf von Knuthenborg            | Søster von Knuth, geb. Lerche Verwalterin von Knuthenborg |
| Frederik Knuth Graf von Knuthenborg | Eggert Christopher Knuth Graf von Knuthenborg | Ida Margrethe von Knuth, geb. Reventlow                  | Ditlev Reventlow Herr zu Höltenklinken                    |
| Frederik Knuth Graf von Knuthenborg | Eggert Christopher Knuth Graf von Knuthenborg | Ida Margrethe von Knuth, geb. Reventlow                  | Magdalene Sibylla Reventlow Reichsgräfin von der Nath     |
| Frederik Knuth Graf von Knuthenborg | Maria Knuth, geb. von Numsen                  | Michael von Numsen Generalfeldmarschall                  | Mathias Numsen Generalmajor und Geheimrat                 |
| Frederik Knuth Graf von Knuthenborg | Maria Knuth, geb. von Numsen                  | Michael von Numsen Generalfeldmarschall                  | Marie Numsen, geb. Worm zu Brusgaard                      |
| Frederik Knuth Graf von Knuthenborg | Maria Knuth, geb. von Numsen                  | Margrethe Marie Thomasine von Numsen, geb. von Ingenhaef | Johann Peter von Ingenhaeff General                       |
| Frederik Knuth Graf von Knuthenborg | Maria Knuth, geb. von Numsen                  | Margrethe Marie Thomasine von Numsen, geb. von Ingenhaef | Øllegaard Rantzau                                         |

## Endnoten
1. 1 2  Moltke. In: Carl Frederik Bricka (Hrsg.): Dansk biografisk Lexikon. Tillige omfattende Norge for Tidsrummet 1537–1814. 1. Auflage. Band 11: Maar–Müllner. Gyldendalske Boghandels Forlag, Kopenhagen 1897, S. 396 (dänisch, runeberg.org).

| Vorgänger            | Amt                            | Nachfolger            |
| -------------------- | ------------------------------ | --------------------- |
| Johan Heinrich Knuth | Graf von Knuthenborg 1802–1818 | Frederik Marcus Knuth |

| Personendaten    | Personendaten             |
| ---------------- | ------------------------- |
| NAME             | Knuth, Frederik           |
| ALTERNATIVNAMEN  | Knuth, Frederik Lehnsgraf |
| KURZBESCHREIBUNG | dänischer Gutsbesitzer    |
| GEBURTSDATUM     | 15. September 1760        |
| GEBURTSORT       | Kopenhagen                |
| STERBEDATUM      | 10. Oktober 1818          |
| STERBEORT        | Knuthenborg               |